# 스텔라 데이지호 침몰 사고
스텔라 데이지호 침몰 참사는 폴라리스쉬핑(Polaris Shipping Co Ltd)의 산적화물선(VLOC) 스텔라 데이지호(영어: MV Stellar Daisy)가 2017년 3월 31일 한국인 8명, 필리핀인 16명을 태운 채 우루과이 인근 남대서양에서 침몰된 참사이다.
스텔라 데이지호는 길이 311.89m, 선폭 58m, 적재 중량 266,141톤의 초대형 광석운반선으로, 침몰에 앞서 2012년 6월 광양항에서 부두 접촉 사고를 낸 적이 있다. 선박의 국적은 마셜 제도였으나, 일정 기간이 지나면 대한민국 국적을 취득하는 것으로 폴라리스쉬핑이 운항해오던 상태였다.

## 상세

### 사고 발생
스텔라 데이지호는 2017년 3월 26일 브라질 리우데자네이루 부근에 위치한 발리 사의 일랴 구아이바 항 (Ilha Guaiba, 남위 23° 00′ 50″ 서경 44° 02′ 02″ / 남위 23.014°  서경 44.034° )에서 철광석을 싣고 출발해 중화인민공화국 칭다오로 향하던 길이었다. 사고가 벌어진 지점은 우루과이 인근 남대서양 해역 (브라질 산토스에서 남동쪽으로 1,550 마일 떨어진 지점)으로, 3월 31일 오후 11시 20분 경 (한국 시간), 스텔라 데이지호의 선원이 한국측 선사인 폴라리스쉬핑에 선박 침수 사실을 카카오톡 메시지로 발신한 뒤 연락이 끊겼다. 당시 카카오톡 수신상으로는 21분에 선사 측이 보낸 메시지까지 확인하였고, 이후의 추가 메시지는 확인하지 못하는 상태였다.
위성통신 기록상으로는 다음날인 4월 1일 오후 1시 (한국 시각)까지 스텔라 데이지호에서 발신한 것으로 추정되는 신호가 세 차례 포착되었다. 침몰 당시 스텔라 데이지 호에는 선장·기관사·항해사 등 한국인 8명과 필리핀인 16명이 타고 있는 것으로 파악되었다.
대한민국 외교부는 침몰 발생 13시간만에 재외국민보호대책반을 가동했다. 대사관의 요청으로 우루과이 해경은 사고 해역 인근의 상선 '스피타호'에 긴급 구조 지원을 요청했고, 스피타호는 해역 수색을 개시하였다. 황교안 대통령 권한대행 역시 '사고 수습에 최선을 다하라'고 관계부처 합동대책반에 주문했다.

### 수색종료
2017년 7월 11일, 스텔라데이지호의 실종자를 찾기 위한 문재인 정부의 수색 작업이 11일 사실상 종료됐다. 정부가 지난달 24일 침몰 해역에 투입한 2천400톤급 수색선박의 계약 기간이 이날 종료되면서 내린 조치다. 앞서 6월 15일 스텔라데이지호 선사인 폴라리스쉬핑이 투입한 수색선박도 이날 함께 철수했다. 해양수산부는 앞으로 현장에 수색선박을 추가로 투입하는 식의 수색은 진행하지 않는다고 밝혔다. 실종자 가족들은 이런 방침을 사실상 수색 종료 선언으로 받아들이며 강하게 반발했다. 허영주 실종선원 가족 대표는 "오늘 아침까지만 해도 수색 종료에 대한 이야기가 전혀 없었다"며 "이유나 근거를 물어도 아무 말을 해주지 않는다. 도저히 받아들일 수 없다"고 말했다. 실종선원 가족들은 "윗선까지 가족들의 요구가 잘 전달되지 않는 느낌"이라며 수색 중단에 대한 책임 있는 답변을 듣기 위해 강경화 외교부 장관 면담을 요청한다고 밝혔다.
2018년 1월 2일 오후 2시, 스텔라데이지호 침몰 참사로 실종된 허재용(33) 이등항해사의 누나 허영주 스텔라데이지호 대책위원회 공동대표는 정부에 전달할 서한문을 들고 다시 청와대 분수대 앞에서 기자회견을 가졌다. 허영주 공동대표는 "문재인 대통령이 취임하던 지난해 5월 10일, 청와대 1호 서한문을 전달했던 저희 스텔라데이지호 실종 선원 가족들이 2018년 새해 첫 서한문을 다시 전달하게 됐다"며 "국민들의 염원과는 반대로 정부에서는 아무런 실질적인 조치를 취해주지 않고 있다"고 탄식했다.
2019년 4월 26일, 스텔라데이지호 대책위원회는 26일 서울 종로구 외교부 건물 앞에서 기자회견을 열고 "외교부는 침몰원인 규명을 위해 심해수색을 시작했으나 증거자료를 제대로 확보하지도 않고 수색을 종료했다. 심지어 선원 유해를 발견했지만 아직까지 바다 속에 방치하고 있는 상황"이라면서 "중단된 심해 수색을 다시 시작하고, 선원들 유해를 수습해 달라"고 요구했다. 이날 기자회견에는 태안화력발전소에서 사망한 고(故) 김용균씨 어머니 김미숙씨와 구의역 스크린도어 사고로 사망한 이민호군의 아버지 이상영씨, 4·16 가족협의회 등 재난참사·산재피해 유가족 단체 등을 포함한 총 94개 단체가 연대했다.

### 침몰원인 및 책임자 수사
2019년 2월 18일, 외교부 당국자는 "스텔라데이지호의 사고 해역에서 심해수색을 하던 미국 '오션 인피니티'사의 '씨베드 컨스트럭터'호가 어제 일종의 블랙박스인 VDR을 회수했다"고 밝혔다. 이 VDR에 침몰원인을 규명할 당시 상황이 담겨있을 것으로 기대되었다.
2019년 7월 29일, 허영주 스텔라데이지호 대책위원회 공동대표는 긴 한숨을 쉬며 오마이뉴스에 "블랙박스 수거 당시 영상을 보니 심해에서 끌어올린 블랙박스를 자동차 세차하듯 세척했다"면서 "심해수색 경험이 전무 했던 오션인피니티가 부주의하게 블랙박스를 처리하면서 훼손됐을 가능성이 있는 것 같다"라고 주장했다. 이는 곧 스텔라데이지호 침몰 원인을 밝힐 결정적 증거인 선원들의 최후 음성을 복구하지 못했다는 뜻이다. 미수습자 가족들이 성명을 발표한 수 시간 뒤인 당일 오후 10시, 해수부와 외교부, 중앙해양안전심판원 등 정부 3개 기관은 공동으로 가족들의 성명에 대한 해명자료를 발표했다. 해명자료에서 정부는  "데이터칩이 균열된 것은 다양한 요인이 있을 수 있으므로 부속물 제거과정에서 발생했다고 단정 짓기는 어렵다"라고 강조하였다.
2019년 12월 19일, 스텔라데이지호 대책위원회는 "선박 침몰 원인을 밝히고 미수습 선원들의 유해를 수습하기 위한 2차 심해수색 예산 1백억 원이 기획재정부의 반대에 부딪쳐 전액 삭감됐다"면서, "국회 예결위가 통과시키고 외교부도 동의한 사안에 대해, 국가가 책임질 일이 아니라며 예산안을 부결시킨 기재부를 도저히 이해할 수 없다"고 밝혔다.
2020년 2월 18일, 부산지법 형사 5부는 이날 오후 4시 스텔라데이지호 선사 폴라리스쉬핑 김완중(64) 대표에 대한 1심에서 선박안전법 위반 혐의로 김 대표에게 징역 6월에 집행유예 1년을 선고했다. 재판부는 김 대표에 대한 검찰의 기소 내용 중 선박 결함 미신고 행위에 대해서만 유죄를 인정했다. 복원성 유지 부분은 무죄로 봤다. 집행유예 판결이 내려지자 허영주씨는 "개정된 법이 적용된 첫 사례인 만큼 본보기 차원에서라도 높은 형량을 적용했어야 했다"며 "돈 있는 사람은 법을 어기더라도 빠져나간다는 것을 보여준 사례"라며 분노했다. 재판부는 함께 기소된 선사 관계자 5명 중 2명은 무죄, 3명은 벌금 300만원에서 징역 1년(집행유예 2년)까지를 받았다. 폴라리스쉬핑 법인에는 벌금 1500만원을 선고했다.
2020년 6월 23일, 스텔라데이지호 선박을 검사했던 한국선급 선체 검사원에게 무죄가 선고됐다.
2020년 6월 30일, 스텔라데이지호 미수습 유해 수습 발언을 놓고 외교부와 스텔라데이지호 대책위가 진실공방을 벌였다. 발단은 스텔라데이지호 침몰참사와 관련해 국가인권위 조사과정에서 외교부 관계자가 심해수색과정에서 발견된 미수습 선원 유해를 놓고 '필리핀 선원의 것이라 두고 왔다'라는 요지의 발언을 했다는 주장이 나오면서 시작됐다. 이에 미수습자 가족들은 크게 반발하고 있다. 그러나 외교부는 "유해가 필리핀 선원 것이라는 주장이 있다는 말을 했을 뿐, 단정적으로 답하지 않았다"라고 반박했다.